# Giosuè Argenti
Giosuè Argenti (Viggiù, 7 febbraio 1819 – Viggiù, 29 novembre 1901) è stato uno scultore e docente italiano, fratello dello scultore Giuseppe Argenti.

## Biografia

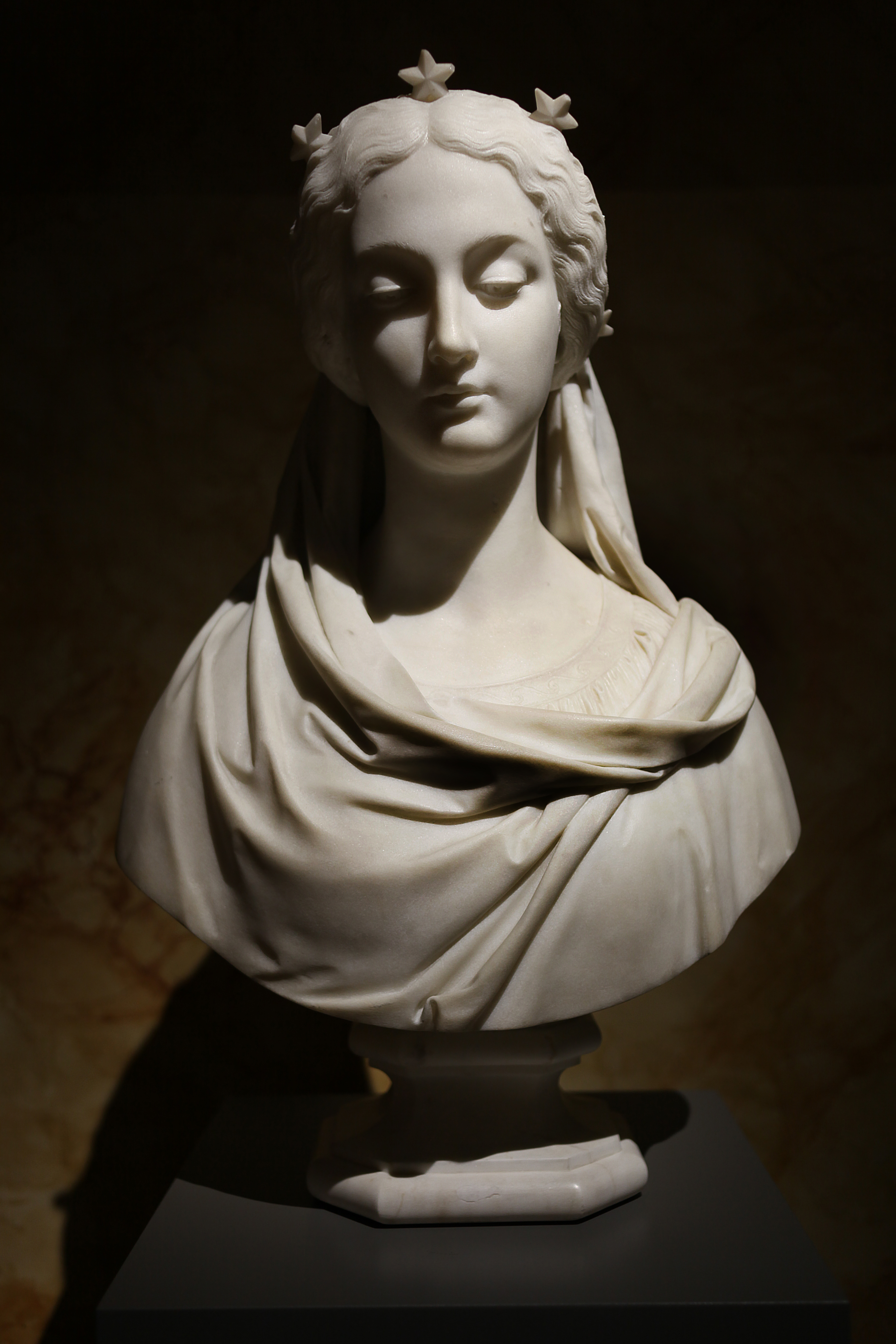
L'Immacolata (1865)

Fu allievo di Pompeo Marchesi e frequentò i corsi di scultura presso l'Accademia di Brera, si guadagnò la pensione governativa per frequentare quella rinomata di Roma, dove rimase per alcuni anni, e dalla quale mandava, come d'obbligo, a Milano, saggi di soggetto biblico. 
Il soggiorno a Roma contribuì con molta efficacia a rinvigorire il suo ingegno. Gli utili ammaestramenti che trasse dalle opere famose dell'antichità gli furono scorta a contenersi nell'imitazione della natura entro i limiti di quella temperanza che è sconosciuta a chi non ravvisa altro scopo nell'arte che quello del diletto della vista. L'Argenti, senza disconoscere il principio sano del naturalismo, sa valersi con larghezza di stile e vestire di forme i suoi concetti, che egli attinge sia nell'ordine ideale sia nel campo del realismo.
Nel 1875 prende il posto dello Strazza, che già aveva sostituito in precedenti occasioni, nella cattedra di scultura dell'Accademia, con supplenza temporanea, che viene confermata ogni anno fino al 1879. Partecipa alle più importanti esposizioni internazionali dagli anni Sessanta ai Novanta. 
Le sue opere più significative sono: La martire cristiana, La modestia, La rosa degli amori, Erminia (dalla Gerusalemme liberata), La primavera, Sogno dell'Innocenza (premiata all'Esposizione universale di Parigi nel 1867), Eva dopo il peccato, La bagnante, La cremazione. Collaborò con il maestro a Villa Mylius a Loveno, dove contribuì allo splendido gruppo marmoreo Igea che protegge la Gioventù (1855), e al Tempio Voltiano (Angelo alato). Alcune sue opere sono esposte al Museo della scultura viggiutese dell'Ottocento di Viggiù (VA).